# Pododesmus squama
Pododesmus squama ist eine Muschel-Art aus der Familie der Sattelmuscheln (Anomiidae). Sie ist im östlichen Nordatlantik beheimatet und dringt noch bis in die nördliche Nordsee vor.

## Merkmale
Das ungleichklappige Gehäuse ist grob gerundet. Es wird bis etwa 2,5 cm lang (bis 3,8 cm lang) und ist sehr flach. Die Obere Klappe ist flach convex gewölbt, die untere Klappe ist flach mit einem großen, ovalen Byssusausschnitt. Die Gehäuseform ist aber etwas variabel und abhängig vom Substrat, an den das Gehäuse mit dem verkalkten Byssus angeheftet ist. Das Gehäuse ist leicht ungleichseitig, die Wirbel sitzen aber nur wenig hinter der Mitte. Der Gehäuserand ist unregelmäßig, aber glatt. Außen weist die linke (und obere) Klappe 200 radiale feine Rippchen auf, die sehr feine dachziegelförmige Schüppchen tragen können. In sehr dünnen Schalen sind die anstelle der Schüppchen feine Grübchen. Die untere, rechte Klappe weist nur Anwachsstreifen auf.
Die rechte, untere Klappe ist sehr dünn, zerbrechlich und transparent, die linke, obere Klappe ist zwar auch dünn, aber festschalig(er) und nicht durchscheinend. Die obere Klappe ist farblos bis bräunlich. Besonders sehr dünnschalige Exemplare weisen oft radiale braune Streifen auf einem blassen Untergrund auf. Aber gerade die obere Klappe ist oft besetzt mit angehefteter Epifauna; die Farbe und Ornamentierung ist daher kaum zu erkennen. Die Innenseite ist leicht grünlich bis gelbgrünlich getönt. Die untere Klappe ist weiß und transparent. Das Periostracum fehlt meist.
Das Schloss ist meist zahnlos, gelegentlich mit Andeutung eines Längsrückens direkt über dem Ligament, und in sehr dünnen Schalen mit der Andeutung eines Zahnes. Das Ligament ist eine halbmondförmige Grube unterhalb der Wirbel.
Auf der linken oder oberen Klappe sind ein kleinerer Schließmuskel- und ein größerer Byssusretraktormuskeleindruck vorhanden, aber zu einem großen Muskelabdruck kombiniert; auf der rechten, unteren Klappe ist nur der kleine Schließmuskeleindruck vorhanden.

### Ähnliche Arten
Die Sattelmuschel (Anomia ephippium) ist deutlich größer und hat in der linken Klappe drei Muskeleindrücke, im Gegensatz zu Pododesmus squama, bei der Schließmuskel- und Byssusmuskeleindruck auf der linken Klappe miteinander kombiniert sind. Bei der Kleinen Sattelmuschel (Heteranomia squamula) fehlen die Radiärrippen auf der Oberfläche der linken Klappe.

## Geographische Verbreitung und Lebensweise
Die Art wurde von der Irischen See bis zu den Shetland-Inseln und der nördlichen Nordsee nachgewiesen; sie kommt auch in den Küstengewässern Norwegens und Islands vor. Sie kommt dort vom flachen Subtidal bis etwa 75 Meter Wassertiefe auf unterschiedlichen Substrattypen angeheftet an Steinen oder Schalen vor.

## Taxonomie
Das Taxon wurde 1791 von Johann Friedrich Gmelin als Anomia squama aufgestellt. Die Art wird heute zur Gattung Pododesmus Gray, 1850 gestellt.

## Belege

### Online
- Department for Business, Energy & Industrial Strategy Amgueddfa Cymru - Museum Wales: Marine Bivalve Shells of the British Isles: Pododesmus squama (Gmelin, 1791)